# Верещак, Анна Андреевна
Анна Андреевна Верещак (род. 18 июля 2001 года, Волгоград, Россия) — российская гандболистка, вратарь.

## Биография
С 12 лет выступала за клуб «Динамо-Синара» до 2024 года. Летом 2024 года перешла в клуб ЦСКА.
Выступала за молодёжную сборную России. На молодёжном Чемпионате Европы 2019 года была признана вратарём турнира.